# デビッド・クルサード
- デビッド・クルサード
- デビッド・クルタード
- デビッド・コールサード
- デビッド・コルトハード

デビッド・マーシャル・クルサード（David Marshall Coulthard, 1971年3月27日 - ）は、イギリス・スコットランド南西部にあるトゥインホルム生まれのレーシングドライバー。コールサード、クルタード、コルトハードと表記・発音されることもある。ニックネームはDC。

## プロフィール

### 初期の経歴

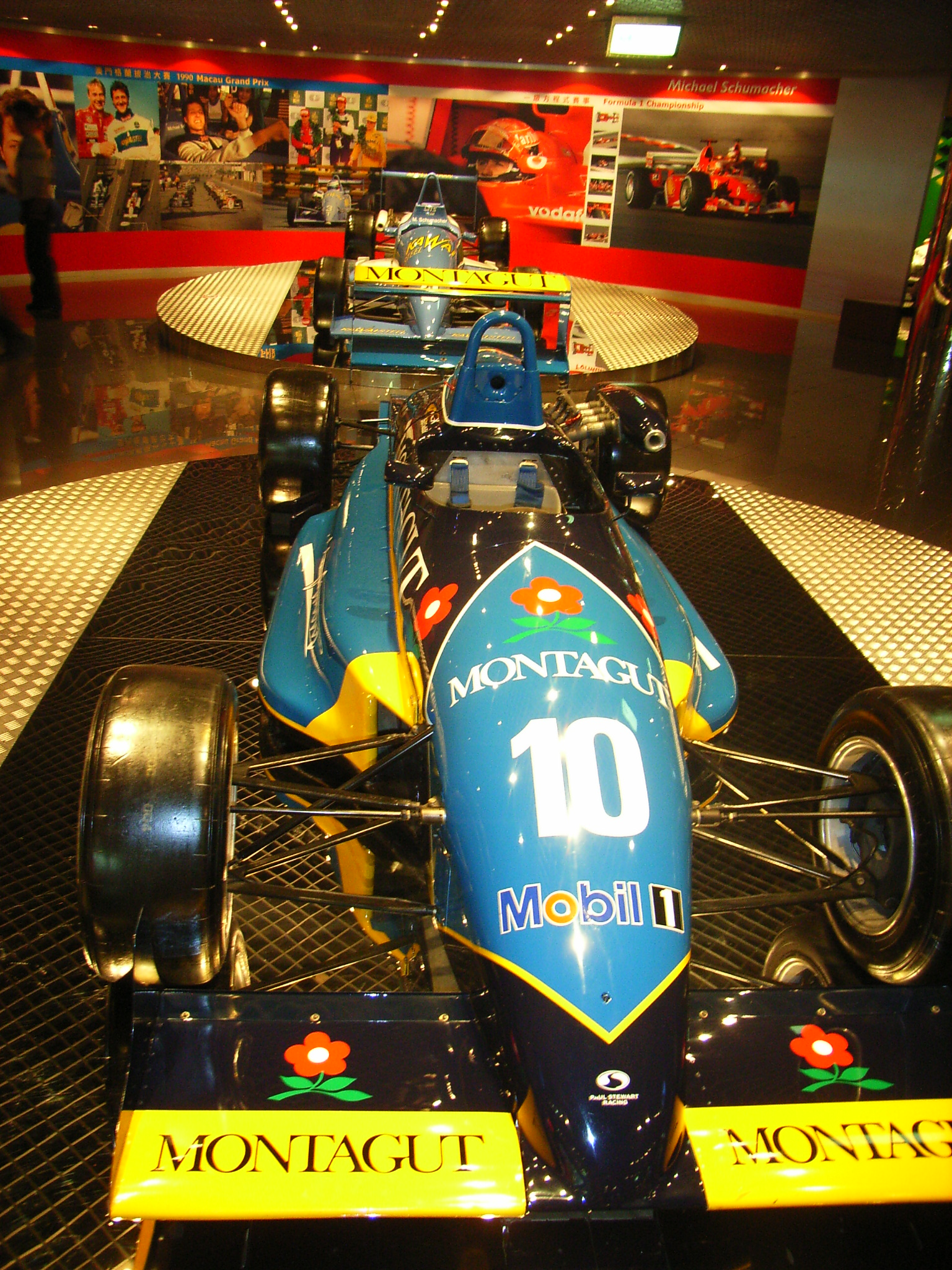
マカオGPでドライブしたラルトRT35

クルサードはトラック輸送を生業とする裕福な家庭に生まれ、幼少時からカートレースをしていた。1989年にはヨーロッパにおけるジュニア・フォーミュラの代表格であるフォーミュラ・フォードに参戦し、その印象的なパフォーマンスにより最初のマクラーレン/オートスポーツ・ヤングドライバー・オブ・ザ・イヤーを受賞し、その年のチャンピオンマシン、MP4/5のテストドライブの機会を得る。1990年にはフォーミュラ・ヴォクスホール・ロータスに参戦するが、ベルギーのスパ・フランコルシャンにおける事故で足を骨折してしまう。
1991年にはカムバックし、イギリス・フォーミュラ3選手権にポール・スチュワート・レーシングから参戦。ルーベンス・バリチェロとのチャンピオン争いの末ランキング2位となったが、オランダのザントフォールト・サーキットで開催された第1回マスターズF3、ポルトガル領（現在は中華人民共和国領）のマカオ市街地サーキットで行われたマカオGPでは優勝し、英国の優秀な若手レーサーに贈られる「ポール・ワーウィック記念杯」の初代受賞者となる。
1992年には国際F3000に昨年と同様ポール・スチュワート・レーシングから参戦しランキング9位となり、1993年にはパシフィック・レーシングより参戦しランキング3位となった。またこの年、ベネトン、ウィリアムズのテストに参加した。

### F1

#### ウィリアムズ在籍時代（1994年 - 1995年）

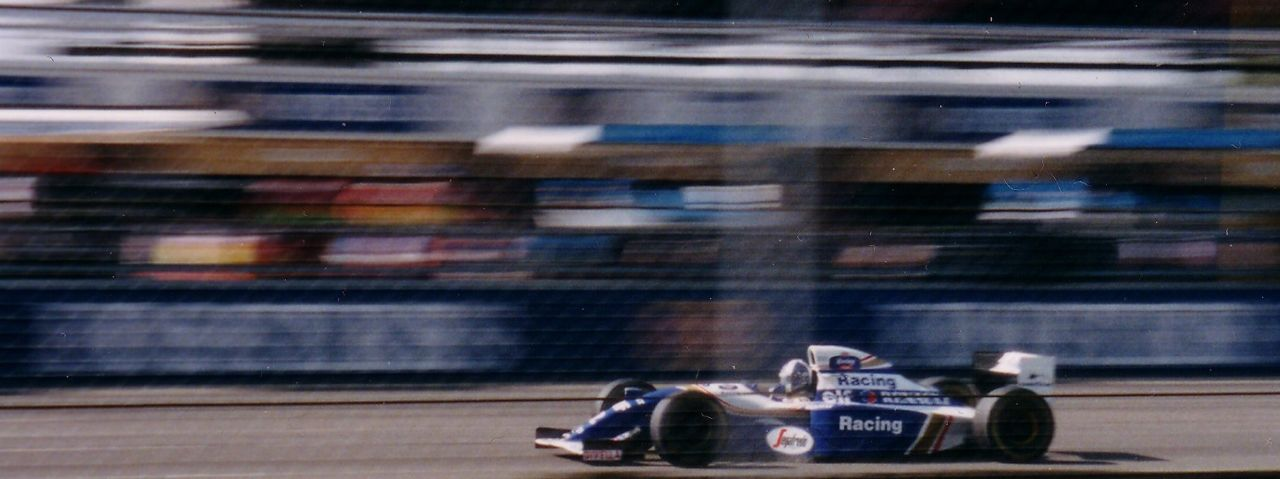
1994年イギリスGP

1994年にはウィリアムズのテストドライバーとなる。同年ナンバー1ドライバーのアイルトン・セナが第3戦サンマリノGPで事故死し、その代役としてクルサードが選ばれた。クルサードはデビューレースである第5戦スペインGPから第13戦ポルトガルGPまで（第7戦フランスGPは欠場）の8戦に参戦し、ポルトガルGPでは2位を獲得するなど初年度から活躍した。しかしF1人気低下を懸念していたバーニー・エクレストンやコンストラクターズタイトルを死守したいウィリアムズチーム側の意向により、第7戦フランスGPと第14戦ヨーロッパGP以降のシーズン最終3戦のシートは、1992年ワールドチャンピオンのナイジェル・マンセルに譲ることになった。
そのような不安定な環境を嫌い、クルサードはシーズン終盤に1995年のマクラーレン入りを画策する。しかし所属チームのウィリアムズが提訴をし、裁判の末ウィリアムズ残留が決定、1995年もウィリアムズで戦うことになる。シーズン序盤からチームメイトのデイモン・ヒルを凌ぐ速さを見せていた。シーズン後半、第12戦イタリアGPから4戦連続でポールポジションを獲得し速さを見せつけ、第13戦ポルトガルGPでは初優勝を果たしたものの、同時に、イタリアGPでポールポジションからのスタートながらフォーメーションラップでスピンアウト（赤旗再スタートで復活もブレーキトラブルでリタイア）を喫したのをはじめに、第16戦日本GPでのコースオフ後のブレーキングで自分で拾った砂利に乗ってのスピンアウト（サイドポンツーンに入りこんだ砂利が、ブレーキング時に排出）、最終戦オーストラリアGPでのトップ快走中に、ピットレーン進入時のスピードリミッターの不具合が原因でのクラッシュなど、終盤はつまらないミスを立て続けに犯していた。シーズン終了をもってウィリアムズとの契約期間が切れたため、1996年は満を持してマクラーレンに移籍した。

#### マクラーレン在籍時代（1996年 - 2004年）

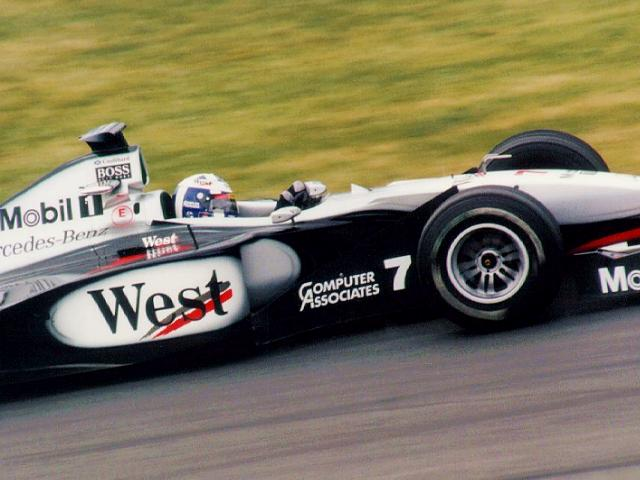
1998年カナダGP

1996年は第5戦サンマリノGPでは好スタートを決め1回目のピットストップまでトップを快走。結果はリタイアに終わるも、マクラーレンのトップ走行は1994年スペインGPのミカ・ハッキネン以来のことであった。1997年の開幕戦オーストラリアGPでチームに4シーズンぶりとなる優勝をもたらし、第14戦イタリアGPでも優勝し、2勝をあげたクルサードは、予選こそハッキネンに負けていたが、決勝ではメカニカルトラブルでリタイアが多いハッキネンをポイントで上回った。
しかし、戦闘力がトップクラスになった1998年から2000年において、ハッキネンが1998年・1999年と連続してタイトルを獲得したのに対し、クルサードの年間成績は3位が2回、4位1回と伸び悩んだ。特に1999年は、MP4-14のリアの不安定で神経質な挙動をクルサードは嫌っていたことから、決勝こそハッキネンにマシントラブルが噴出し、さほどポイント差は開かなかったが、予選でのパフォーマンスはハッキネンに大きく差をつけられた。
2000年、クルサードのシーズン序盤の成績次第では、マクラーレンはサードドライバーのオリビエ・パニスと交代させる思惑を持っていたが、中盤まではポイントランキングのトップを争った。第9戦フランスGPでフェラーリのミハエル・シューマッハを追い抜き優勝し、チャンピオンシップ争いを繰り広げたが、それ以後は優勝できず、また第14戦イタリアGPで接触リタイア、アメリカGPではフライングスタートを行ったことなどから、チャンピオンシップ争いから脱落し、最終的にはランキング3位に甘んじた。
2001年のクルサードは、ハッキネンが多くのマシントラブルでチャンピオンシップ争いから脱落する一方で、ミハエル・シューマッハのシーズンを跨いでの7戦連続勝利や8戦連続ポールポジションを阻止した。そして第7戦モナコGPでポールポジションを獲得したものの、ラウンチコントロールのトラブルでフォーメーションラップに出られず最後尾からのスタートとなったことと第8戦カナダGPのエンジントラブル以外は、中盤戦までメカニカルトラブルもなく2勝してポイントを重ねたが、速さでミハエル・シューマッハに差をつけられていた。そして第11戦イギリスGPでは、ジョーダンのヤルノ・トゥルーリとの接触事故でリタイアしたことにより、自身でタイトル争いから脱落してしまった。最終戦日本GPにドライバーズランキング2位をフェラーリのルーベンス・バリチェロと争っていたが、ハッキネンに順位を譲ってもらい3位入賞した。10度の表彰台を得て自身最高のドライバーズランキング2位となったものの、チャンピオンのミハエル・シューマッハには、ほぼダブルスコアの大差をつけられた。
シーズン終了後、チームメイトのハッキネンは休養（その後引退）し、代わってハッキネンと同じフィンランド人のキミ・ライコネンがチームメイトとなる。2002年はモナコで2勝目を挙げるなど、ライコネンの倍近いポイントを獲得したクルサードだったが、2003年はライコネンがタイトル争いをする活躍を見せる一方、クルサードはシーズン7位に終わった。さらに同シーズン末にはファン・パブロ・モントーヤが2005年からマクラーレンに加入することが発表され、その結果クルサードは2004年が始まる前から同年限りでマクラーレンを放出されることが事実上決定してしまった。また、2004年のマシンMP4-19の戦闘力の問題もあり、表彰台にすら上がることは無かった。クルサードはこの年をもって9年間在籍したマクラーレンからレッドブル・レーシングに移籍した。

#### レッドブル在籍時代（2005年 - 2008年）

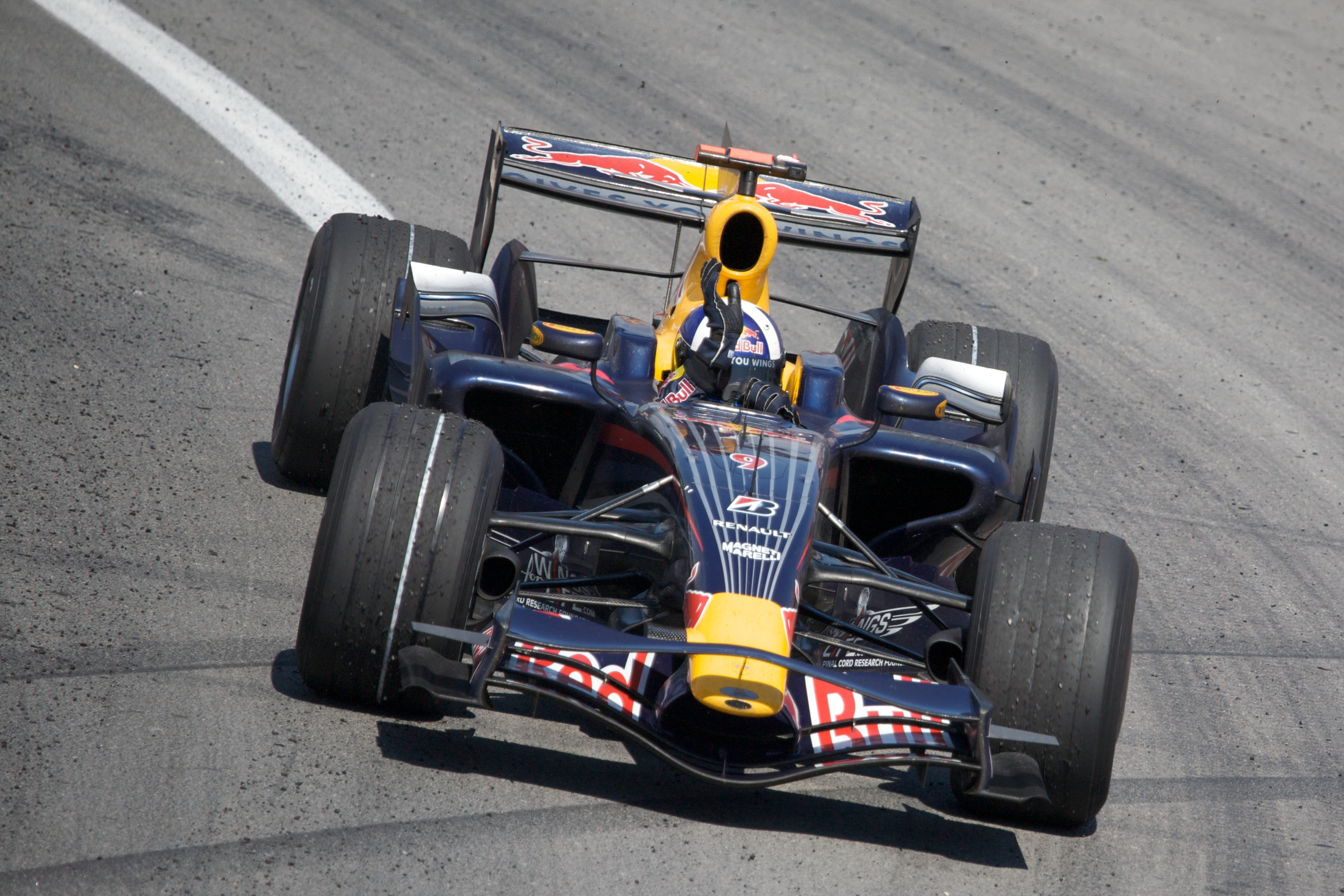
2008年カナダGP

2005年よりレッドブル・レーシングから参戦、上位チームのマクラーレンから新興チームへの移籍だったが、開幕から堅実な走りを見せ、3戦連続でポイントを獲得した。第7戦ヨーロッパGPでもペナルティがなければ表彰台という走りを見せた。
2006年第7戦モナコGPでは、自己ベストラップタイムが出走22人中19位ながらも、3位表彰台を獲得。レッドブル史上初、また自身にとっては2003年日本GP以来に表彰台に登った。表彰式ではチームがタイアップしていたスーパーマンの赤マント姿で登場するパフォーマンスを見せた。また、第2戦マレーシアGPではリカルド・パトレーゼが保持していた187戦の連続出走記録を塗り替えた。この記録は自身の引退レースとなる2008年最終戦ブラジルGPまで続き、239戦連続出走まで伸ばした。
2007年第10戦ヨーロッパGPでは予選20位から5位に、2008年第7戦カナダGPでは2年ぶりとなる3位表彰台を獲得した。
2008年7月3日、本年限りでのF1現役引退を発表。以後はレッドブル・レーシングのコンサルタントとしてチームに関わっていくことも表明した。引退レースとなった第18戦ブラジルGPでは、脊髄損傷を受けた人々をサポートするチャリティ団体「Wings for Life」の特別カラーリングを纏ったマシンが特別に用意され、全ドライバーが参加しての披露が行われた。しかし、決勝レースではスタート直後の1コーナーでニコ・ロズベルグに追突され、スピン状態に陥りながら中嶋一貴にフロントノーズを引っかけてストップし、リタイア。皮肉にも自身のデビューチームであるウィリアムズのドライバー2人とのアクシデントという形でその長いF1生活を終えた。自身はレース後、「キャリアをこのような形で終えるのは残念だ。最後は罰金対象であるドーナツターンを観客のためにするつもりだったが、それもできなかった。でも不満はない。素晴らしいキャリアを支えてくれた全員に感謝したい」とコメントし、清々しい笑顔を見せた。

### 引退後
当初はレッドブル・レーシングとスクーデリア・トロ・ロッソにアドバイザー兼テストドライバーとして残留。2009年はリザーブドライバーにブレンドン・ハートレイが予定されていたが、スーパーライセンスの発給が遅れているため、開幕2戦はクルサードがリザーブドライバーとして登録される。2010年も、中国GPにおいてリザーブドライバーを務めた。
2010年からはドイツツーリングカー選手権（DTM）に参戦していたが、2012年シーズン終了後にDTMからも引退を表明。以後はDTM参戦と並行して担当していた英国放送協会（BBC）のF1中継における解説者の仕事を中心に、メルセデスAMGのブランドアンバサダーなどを務めている。2018年にはF1解説者としての立場でF1パドック殿堂の第1回表彰者に選ばれた。
日本でも行われている「Red Bull Showrun」では、デモンストレーションドライバーとして参加することも多い。
2014年にレース・オブ・チャンピオンズ初優勝を果たした。現役であった2008年にも1度ファイナリストとなっている。
2018年には、新たに女性限定のフォーミュラカーレース「Wシリーズ」を立ち上げ、エイドリアン・ニューウェイらと共に運営責任者に就任した。翌2019年からのシリーズ発足を目指している。

## 評価
ブリヂストンの浜島裕英はタイヤ開発能力を「ミハエル・シューマッハ、星野一義と並ぶ」と評価している。
ミハエル・シューマッハはクルサードを「ドライバーとして速いことは確かだ。だけどね・・・、去年（2000年）も言ったように彼に必要だと思うのは、その速さをシーズンを通じて維持することができるということを示すことだと思うんだ」と評し、デレック・ワーウィックも「デビッドは自分の中にスイッチがあって、それがオンのときはハッキネンよりいいレースができるが、17レース全部は無理なんだ。せいぜい4、5レースだろう。チャンピオンになったドライバーが偉大なのは、すべてのレースのすべてのラップでモチベーションを持ち続けることができるから。デビッドにはそれができないからね」と語っている。
ジャーナリストの今宮雅子は「貪欲にワガママに人のものを奪ってでも勝つ、と言う姿勢がクルサードには足りないのかも知れない。しかしだからこそ、どんなドライバーと組んでも仕事が出来てチームに貢献出来る、故にずっとトップチームで走る事が出来た」と評している。
1997年から2003年まで必ず1シーズンに1勝以上あげ、ウィリアムズ2年およびマクラーレンに9年所属するあいだに13勝をあげた。これはチャンピオン未経験者としてはスターリング・モスの16勝に次ぐ2位となる。予選6位、7位、11位からそれぞれ優勝したこともある。
FIA主催選手権では各選手権チャンピオン含め、年間ランキング3位以内のドライバーは表彰の対象となるが、クルサードの場合、F1の年間ランキングで3位以内に入ったことが5回ある（2位1回、3位4回）。これらを獲得した際にクルサードが所属していたのはウィリアムズ、マクラーレンといったいずれも当時第一級の強豪チームであったという事実はあるが、チャンピオン未獲得のドライバーとしてはスターリング・モスの計7回（ランキング2位4回、3位3回）に次ぐ成績である。

## エピソード
コリン・マクレーとの関係
同郷のWRC元王者コリン・マクレーとは親交があった。2007年9月15日、ヘリコプターの事故によりマクレー（および同乗していたマクレーの息子と息子の友人、マクレー家の友人）が死去したことを受け、日本GPでは白と灰色でデザインされた特別仕様のヘルメットを着用し、フェイスシールドの下部にはマクレーの公式サイトのアドレスを入れた。このデザインは、マクレーが最後に使用したヘルメットのデザインと基本的に同じものであるが、額の部分に記されたレッドブルのキャッチフレーズ「GIVES YOU WINGS（翼をさずける）」が強いメッセージ性をもつこととなった。クルサードはレース終了後、各チームのドライバー達に「マクレー仕様」ヘルメットにサインを入れるよう要請し、マクレーの遺族へ敬意と弔意の印として寄贈すると公約している。また9月30日に行われた追悼式にビデオでメッセージを寄せた。
中野信治との関係
1997年と1998年にF1参戦した日本人ドライバーの中野信治がイギリスでフォーミュラ・ボクスホールに参戦していた1990年、フォーミュラ・オペルに参戦していたクルサードと同じ部屋をシェアするルームメイトとなり、1年間共同生活していたため親交が長い。クルサードのF1デビューから2年半後、中野がプロスト・グランプリよりデビューした開幕戦では「ようこそF1へ！」と声を掛けたと、日本の記者に対して語っている。
ジョニー・ハーバートとの関係
「ジョニー・ハーバートは大の仲良し」といくつかのインタビューで公言している。ハーバートが初優勝（自身は3位入賞）した1995年イギリスGPでは、表彰台上で2位のジャン・アレジと共にウイナーを肩へ担ぎ上げて祝福した。このレースでクルサードは中盤からトップを走り、彼自身にとっても初勝利のチャンスだったが、ペナルティによるピットストップで後退。それでもレース後は「僕が勝っても勿論嬉しかっただろうけど、むしろジョニーの優勝が自分のことのように嬉しい。」と語っている。
エイドリアン・ニューウェイとの関係
F1界で著名なデザイナーの1人、エイドリアン・ニューウェイとは、一緒にF1マシンをドライブすることもあるなど、関係が深い。クルサードが1994年にウィリアムズに加入した以降、クルサードが1996年にマクラーレンへ移籍した翌年の1997年にニューウェイもマクラーレンへ移籍、また、クルサードが2005年にレッドブルへ移籍した翌年の2006年にニューウェイもレッドブルへ移籍と、奇遇にもクルサードが移籍した翌年にニューウェイがクルサードを追っかけて同じチームへ移籍する形となっている。クルサードが2010年にレッドブルのリザーブドライバーを務め終えるまで、クルサードとニューウェイのF1での同一チーム在籍は、ウィリアムズで約2年、マクラーレンで約8年、レッドブルで約5年と、延べ15年にも及ぶ。また、2018年には、クルサードとニューウェイは新たに女性限定のフォーミュラカーレース「Wシリーズ」を立ち上げ、共に運営責任者に就任するなど、F1界でも最も仕事面での関係の深い2人として認識されている。
紳士
ドライバーのトラブルやゴシップ的話題に事欠かないF1界において、クルサードは非常に温厚で紳士的な人物として知られており、F1界では同じチームのドライバー同士の対立が日常茶飯事であったが、ことクルサードに関しては現役時代チームメイトと目立った対立を起こしてはいなかった。マクラーレン黄金時代のチームメイトだったハッキネンとはしばしば不仲説が伝えられていたが、実際にはそういった対立関係はなく、ハッキネンの引退レースとなった2001年日本グランプリでは長年の感謝の意味から順位を譲ってもらっている。またレッドブル時代には多くのチームメイトとの対立関係を公言していた「札付き」のマーク・ウェバーと2年間コンビを組んでいたが、クルサードとの関係は良好で特に問題を起こすことは無かった。2004年シーズンには開幕前にマクラーレンからの実質的放出が決定するも腐ることなく淡々とレースやテスト・プロモーション活動などを続け、離脱前までチームに貢献していた。
ジェット機が墜落するも奇跡的に生還
2000年春にクルサードと当時の恋人、ハイジ・ウィチリンスキが搭乗したプライベートジェットが墜落。操縦士と副操縦士は死亡したものの、クルサードとハイジは奇跡的に助かる。その直後の第5戦スペインGPでは、肋骨にひびが入っているというハンデを抱えながらもクルサードは見事2位に入り、一時期鉄人・不死身のF1パイロットと呼ばれたこともあった。
経営者としての一面
2001年春からはモナコで友人2人とホテル・コロンバスを共同経営しており、マクラーレン時代はモナコGPの際のチームの定宿としても利用されていた。経営上の意見相違から、持分を売却するとの報道がなされた。
レッドブル時代、TBS系列で放送されていたバラエティ番組『世界バリバリ★バリュー』に出演、現役F1ドライバー兼実業家として紹介され、番組中で自宅や経営するホテル等を披露している。レポーターの山崎まさやから「レースで番組を宣伝して欲しい」と頼まれると、「1億（円）で、（自身がレース中に着用する）ヘルメットのバイザーに番組名を入れよう。特別サービスだよ」と提案。山崎が「そこに私の顔写真もつけて下さい！」と突っ込むと、「じゃあ2億だな！」と笑いながら返した。
顔の四角さ
顔が四角いのが特徴であり、似顔絵などではエラの張った顔で描かれることが多い。四角い顔とは本国イギリスでも認識されており、イギリスでは「食パン」(sliced bread)と称される。1996年モナコGPではヘルメットを、頭の形が全く異なるミハエル・シューマッハに借りてレースに出た。
日本では「ペヤング先生」(ペヤングソースやきそば)と称され、2015年日本GPのゲストとして来日した際はトークショー終了間際にファンからペヤングを渡されるという一幕もあった。またネット上では、この愛称とかける形で、1998年ベルギーGPにて発生した多重クラッシュを「湯切り大失敗」と呼ぶこともある。
ガールフレンド
プレイボーイとしても有名で、F1デビュー戦を彼女同伴で来たのを皮切りに、彼の側にはいつも美人のガールフレンドがいた。しかもいずれの女性ともあまり長続きはせず、前述のハイジとも生死の危機を乗り越えた関係であるにもかかわらず、結局は離別している。又、彼は2001年にイギリスのBBCのプライベートインタビューにて「ワールドチャンピオンになるまで結婚はしない」と豪語していたが、結局チャンピオンの座を獲得しないまま2006年にベルギー人の元テレビリポーターであるカレン・ミニエと婚約。その際のインタビューでは「僕のプレイボーイは終わりを告げた」と述べ、過去に浮名を流した数々の女性との赤裸々な思い出を語りながら、カレン・ミニエとの出会いを「真実の愛」と称した。2008年12月にはミニエとの間に息子が誕生している。2013年11月27日にはモナコにてミニエと正式な結婚式を挙げている。

## レース戦績

### マカオグランプリ
| 年     | チーム                           | シャーシー/エンジン | 予選 | レース1 | レース2 | 総合順位 |
| ------ | -------------------------------- | ------------------- | ---- | ------- | ------- | -------- |
| 1991年 | ポール・スチュワート・レーシング | ラルト・無限        | 2位  | 1       | 2       | 1位      |
| 1992年 | ポール・スチュワート・レーシング | ラルト・無限        | 18位 | 7       | DNF     | NC       |

### イギリス・フォーミュラ3選手権
| 年     | チーム                           | エンジン | クラス | 1     | 2       | 3     | 4     | 5     | 6     | 7     | 8       | 9     | 10    | 11    | 12    | 13    | 14    | 15     | 16      | 順位 | ポイント |
| ------ | -------------------------------- | -------- | ------ | ----- | ------- | ----- | ----- | ----- | ----- | ----- | ------- | ----- | ----- | ----- | ----- | ----- | ----- | ------ | ------- | ---- | -------- |
| 1991年 | ポール・スチュアート・レーシング | 無限     | A      | SIL 4 | THR Ret | DON 1 | BRH 1 | BRH 2 | THR 3 | SIL 1 | DON Ret | SIL 7 | SIL 6 | SNE 1 | SIL 3 | BRH 1 | DON 4 | SIL 22 | THR Ret | 2位  | 64       |

(key)

### 国際F3000選手権
| 年     | チーム                           | 1      | 2       | 3     | 4       | 5       | 6     | 7     | 8       | 9       | 10    | 順位 | ポイント |
| ------ | -------------------------------- | ------ | ------- | ----- | ------- | ------- | ----- | ----- | ------- | ------- | ----- | ---- | -------- |
| 1992年 | ポール・スチュアート・レーシング | SIL 7  | PAU Ret | CAT 8 | PER Ret | HOC Ret | NÜR 7 | SPA 4 | ALB 7   | NOG 3   | MAG 3 | 9位  | 11       |
| 1993年 | パシフィック・レーシング         | DON 13 | SIL 2   | PAU 2 | PER 1   | HOC Ret | NÜR 7 | SPA 3 | MAG Ret | NOG Ret |       | 3位  | 25       |
| 1994年 | ボルテックス・モータースポーツ   | SIL 2  | PAU     | CAT   | PER     | HOC     | SPA   | EST   | MAG     |         |       | 9位  | 6        |

- 太字はポールポジション、斜字はファステストラップ。(key)

### ル・マン24時間レース
| 年     | チーム                   | コ・ドライバー                        | 使用車両         | クラス | 周回 | 総合順位 | クラス順位 |
| ------ | ------------------------ | ------------------------------------- | ---------------- | ------ | ---- | -------- | ---------- |
| 1993年 | TWR ジャガー・レーシング | ジョン・ニールセン デビッド・ブラバム | ジャガー・XJ220C | GT     | 306  | DSQ      | DSQ        |

### F1
| 年     | チーム       | シャーシ | 1       | 2       | 3       | 4       | 5       | 6       | 7       | 8       | 9       | 10      | 11      | 12      | 13      | 14      | 15      | 16      | 17      | 18      | 19    | 順位 | ポイント |
| ------ | ------------ | -------- | ------- | ------- | ------- | ------- | ------- | ------- | ------- | ------- | ------- | ------- | ------- | ------- | ------- | ------- | ------- | ------- | ------- | ------- | ----- | ---- | -------- |
| 1994年 | ウィリアムズ | FW16     | BRA     | PAC     | SMR     | MON     | ESP Ret | CAN 5   | FRA     | GBR 5   |         |         |         |         |         |         |         |         |         |         |       | 8位  | 14       |
| 1994年 | ウィリアムズ | FW16B    |         |         |         |         |         |         |         |         | GER Ret | HUN Ret | BEL 4   | ITA 6†  | POR 2   | EUR     | JPN     | AUS     |         |         |       | 8位  | 14       |
| 1995年 | ウィリアムズ | FW17     | BRA 2   | ARG Ret | SMR 4   | ESP Ret | MON Ret | CAN Ret | FRA 3   | GBR 3   | GER 2   | HUN 2   | BEL Ret | ITA Ret |         |         |         |         |         |         |       | 3位  | 49       |
| 1995年 | ウィリアムズ | FW17B    |         |         |         |         |         |         |         |         |         |         |         |         | POR 1   | EUR 3   | PAC 2   | JPN Ret | AUS Ret |         |       | 3位  | 49       |
| 1996年 | マクラーレン | MP4-11   | AUS Ret | BRA Ret | ARG 7   | EUR 3   | SMR Ret |         | ESP Ret | CAN 4   | FRA 6   |         |         |         |         |         |         |         |         |         |       | 7位  | 18       |
| 1996年 | マクラーレン | MP4-11B  |         |         |         |         |         | MON 2   |         |         |         | GBR 5   | GER 5   | HUN Ret | BEL Ret | ITA Ret | POR 13  | JPN 8   |         |         |       | 7位  | 18       |
| 1997年 | マクラーレン | MP4-12   | AUS 1   | BRA 10  | ARG Ret | SMR Ret | MON Ret | ESP 6   | CAN 7   | FRA 7   | GBR 4   | GER Ret | HUN Ret | BEL Ret | ITA 1   | AUT 2   | LUX Ret | JPN 10† | EUR 2   |         |       | 3位  | 36       |
| 1998年 | マクラーレン | MP4-13   | AUS 2   | BRA 2   | ARG 6   | SMR 1   | ESP 2   | MON Ret | CAN Ret | FRA 6   | GBR Ret | AUT 2   | GER 2   | HUN 2   | BEL 7   | ITA Ret | LUX 3   | JPN 3   |         |         |       | 3位  | 56       |
| 1999年 | マクラーレン | MP4-14   | AUS Ret | BRA Ret | SMR 2   | MON Ret | ESP 2   | CAN 7   | FRA Ret | GBR 1   | AUT 2   | GER 5   | HUN 2   | BEL 1   | ITA 5   | EUR Ret | MAL Ret | JPN Ret |         |         |       | 4位  | 48       |
| 2000年 | マクラーレン | MP4-15   | AUS Ret | BRA DSQ | SMR 3   | GBR 1   | ESP 2   | EUR 3   | MON 1   | CAN 7   | FRA 1   | AUT 2   | GER 3   | HUN 3   | BEL 4   | ITA Ret | USA 5   | JPN 3   | MAL 2   |         |       | 3位  | 73       |
| 2001年 | マクラーレン | MP4-16   | AUS 2   | MAL 3   | BRA 1   | SMR 2   | ESP 5   | AUT 1   | MON 5   | CAN Ret | EUR 3   | FRA 4   | GBR Ret | GER Ret | HUN 3   | BEL 2   | ITA Ret | USA 3   | JPN 3   |         |       | 2位  | 65       |
| 2002年 | マクラーレン | MP4-17   | AUS Ret | MAL Ret | BRA 3   | SMR 6   | ESP 3   | AUT 6   | MON 1   | CAN 2   | EUR Ret | GBR 10  | FRA 3   | GER 5   | HUN 5   | BEL 4   | ITA 7   | USA 3   | JPN Ret |         |       | 5位  | 41       |
| 2003年 | マクラーレン | MP4-17D  | AUS 1   | MAL Ret | BRA 4   | SMR 5   | ESP Ret | AUT 5   | MON 7   | CAN Ret | EUR 15† | FRA 5   | GBR 5   | GER 2   | HUN 5   | ITA Ret | USA Ret | JPN 3   |         |         |       | 7位  | 51       |
| 2004年 | マクラーレン | MP4-19   | AUS 8   | MAL 6   | BHR Ret | SMR 12  | ESP 10  | MON Ret | EUR Ret | CAN 6   | USA 7   |         |         |         |         |         |         |         |         |         |       | 10位 | 24       |
| 2004年 | マクラーレン | MP4-19B  |         |         |         |         |         |         |         |         |         | FRA 6   | GBR 7   | GER 4   | HUN 9   | BEL 7   | ITA 6   | CHN 9   | JPN Ret | BRA 11  |       | 10位 | 24       |
| 2005年 | レッドブル   | RB1      | AUS 4   | MAL 6   | BHR 8   | SMR 11  | ESP 8   | MON Ret | EUR 4   | CAN 7   | USA DNS | FRA 10  | GBR 13  | GER 7   | HUN Ret | TUR 7   | ITA 15  | BEL Ret | BRA Ret | JPN 6   | CHN 9 | 12位 | 24       |
| 2006年 | レッドブル   | RB2      | BHR 10  | MAL Ret | AUS 8   | SMR Ret | EUR Ret | ESP 14  | MON 3   | GBR 12  | CAN 8   | USA 7   | FRA 9   | GER 11  | HUN 5   | TUR 15† | ITA 12  | CHN 9   | JPN Ret | BRA Ret |       | 13位 | 14       |
| 2007年 | レッドブル   | RB3      | AUS Ret | MAL Ret | BHR Ret | ESP 5   | MON 14  | CAN Ret | USA Ret | FRA 13  | GBR 11  | EUR 5   | HUN 11  | TUR 10  | ITA Ret | BEL Ret | JPN 4   | CHN 8   | BRA 9   |         |       | 10位 | 14       |
| 2008年 | レッドブル   | RB4      | AUS Ret | MAL 9   | BHR 18  | ESP 12  | TUR 9   | MON Ret | CAN 3   | FRA 9   | GBR Ret | GER 13  | HUN 11  | EUR 17  | BEL 11  | ITA 16  | SIN 7   | JPN Ret | CHN 10  | BRA Ret |       | 16位 | 8        |

- 太字はポールポジション、斜字はファステストラップ。(key)
- † : リタイアだが、90%以上の距離を走行したため規定により完走扱い。

### ドイツツーリングカー選手権
| 年     | チーム                     | 使用車両                               | 1       | 2      | 3       | 4       | 5      | 6      | 7       | 8       | 9        | 10       | 11    | 順位 | ポイント |
| ------ | -------------------------- | -------------------------------------- | ------- | ------ | ------- | ------- | ------ | ------ | ------- | ------- | -------- | -------- | ----- | ---- | -------- |
| 2010年 | ミュッケ・モータースポーツ | メルセデス・ベンツ・Cクラスクーペ 2008 | HOC1 12 | VAL 13 | LAU Ret | NOR 13  | NÜR 10 | ZAN 12 | BRH 12  | OSC 14  | HOC2 Ret | ADR 10   | SHA 8 | 16位 | 1        |
| 2011年 | ミュッケ・モータースポーツ | メルセデス・ベンツ・Cクラスクーペ 2008 | HOC1 10 | ZAN 16 | SPL 9   | LAU 13  | NOR 8  | NÜR 17 | BRH 12  | OSC 10  | VAL DSQ  | HOC2 17  |       | 16位 | 1        |
| 2012年 | ミュッケ・モータースポーツ | メルセデス・ベンツ・Cクラスクーペ      | HOC1 8  | LAU 12 | BRH 15  | SPL Ret | NOR 5  | NÜR 20 | ZAN Ret | OSC Ret | VAL 11   | HOC2 Ret |       | 15位 | 14       |

(key)